# Gilpin County
Gilpin County är ett administrativt område i delstaten Colorado, USA. År 2010 hade countyt 5 441 invånare. Den administrativa huvudorten (county seat) är Central City. 

## Geografi
Enligt United States Census Bureau så har countyt en total area på 389 km². 388 km² av den arean är land och 1 km² är vatten. 

### Angränsande countyn
- Boulder County, Colorado - nord
- Jefferson County, Colorado - öst
- Clear Creek County, Colorado - syd
- Grand County, Colorado - väst